# Вонифатий Римский
Вонифатий Римский  (Вонифатий Тарсийский; также Бонифаций; III век — 19 декабря 290) — раннехристианский мученик. Святой Православной, Католической и Армянской церквей.

## Жизнеописание
Согласно житию, Вонифатий был управляющим имениями у знатной римлянки Аглаи, с которой состоял в любовной связи. При этом житие сообщает, что «он был милостив к нищим, любвеобилен к странникам и отзывчив ко всем находящимся в несчастии; одним оказывал щедрые милостыни, другим с любовью доставлял успокоение, иным с сочувствием оказывал помощь». Аглая, как и Вонифатий, была христианкой и направила его в Малую Азию выкупить мощи мучеников и привести их ей. Вонифатий вместе с рабами прибыл в киликийский город Тарс, где стал свидетелем мученичества 20 христиан. Видя их, он открыто исповедал себя христианином, целовал оковы мучеников и отказался принести жертвы языческим богам. Вонифатия подвергли истязаниям:

…судья, в сильном гневе, повелел вонзить ему острые иглы под ногти на руках и ногах, но святой, возведя очи и ум к небу, молча, терпел. Затем судья придумал новое мучение: он повелел растопить олово и влить в рот святому. <…> повелел растопить котел смолы и бросить в него святого мученика. Но Господь не оставил Своего раба: внезапно сошел с неба ангел и оросил мученика в котле, когда же смола вылилась, то вокруг образовалось сильное пламя, которое попалило многих стоявших около нечестивых язычников. Святой же вышел здоровым, не получив от смолы и огня никакого вреда.

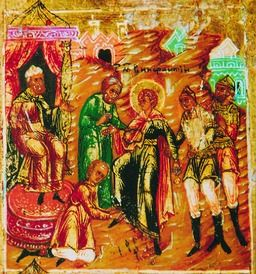
Мученичество святого Вонифатия. Вонифатию вонзают под ногти «тростие». Клеймо житийной иконы. XIX век

После этого Вонифатия усекли мечом. Рабы Аглаи три дня искали его, а затем услышали о его мученической смерти и смогли найти его тело и голову, которые выкупили за 500 золотых монет. Помазав останки Вонифатия благовониями, они перевезли их в Рим.

## Мощи
После перенесения мощей Вонифатия в Рим Аглая построила у себя в имении на Латинской дороге небольшой храм, в котором и погребла их. После её смерти её саму погребли рядом со святым Вонифатием. В VII веке на Авентинском холме Рима был построен храм во имя Вонифатия Римского и Алексия человека Божия (базилика Сант-Алессио), куда и перенесли мощи святого. В нём они хранятся по настоящее время.